# Sosanides glandularis
Sosanides glandularis är en ringmaskart som beskrevs av Hartmann-Schröder 1965. Sosanides glandularis ingår i släktet Sosanides och familjen Ampharetidae. Inga underarter finns listade i Catalogue of Life.